# ТГМ40
ТГМ40 — односекционный маневровый тепловоз, предназначен для эксплуатации на железных дорогах промышленных предприятий. Серийный выпуск начат на Камбарском машиностроительном заводе в 1982 году.

## История создания
В 1981 году был спроектирован тепловоз ТУ7М с увеличенной базой тележек, диаметром колёсных пар, расширенной кабиной, увеличенной длиной и некоторыми другими конструктивными изменениями для работы на колее 1520 мм.
C 1982 года этот тепловоз выпускался серийно под маркой ТГМ40.
Это редчайший случай успешной переделки узкоколейного тепловоза под «нормальную» колею.
В 1983 году этот тепловоз был удостоен Золотой медали Лейпцигской ярмарки.

## Конструкция

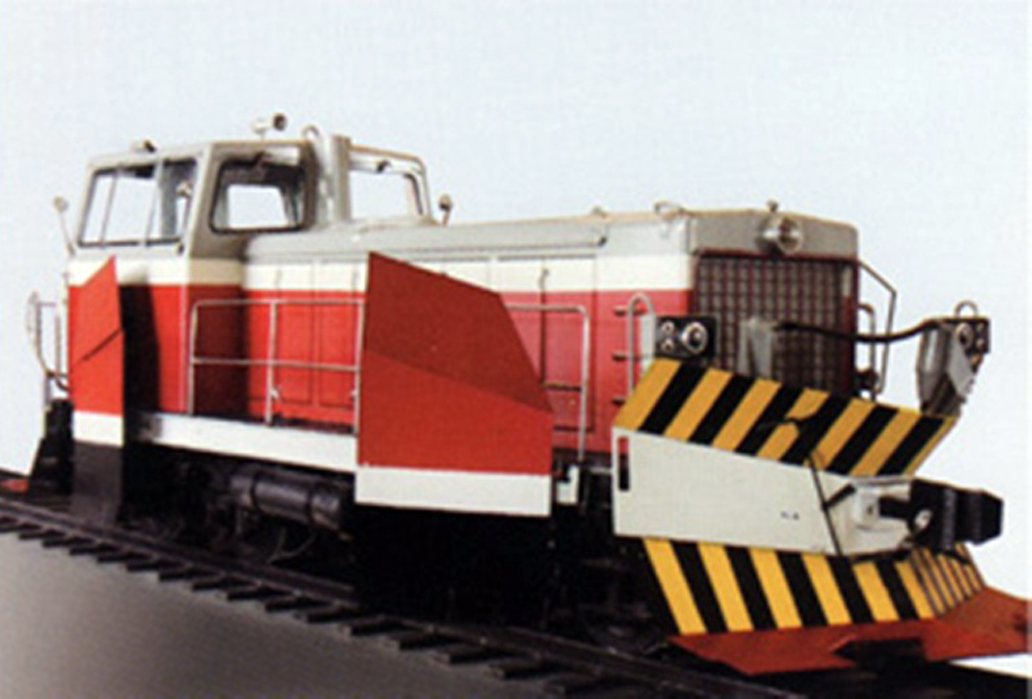
ТГМ-40С

На тепловозе установлен дизельный двигатель 1Д12-400Б и гидродинамическая однорежимная передача с двумя гидротрансформаторами. Охлаждение осуществляется холодильником, снабжённым секциями для охлаждения воды, масла дизеля и масла гидропередачи. Вентилятор холодильника имеет привод от двигателя через отключаемую гидродинамическую муфту. Теплорассеивающая способность холодильника позволяет эксплуатировать тепловоз в тропических климатических зонах.

## Модификации
- ТГМ40С — тепловоз, оборудованный навесным плужным снегоочистителем.